# 四ヶ郷駅
四ヶ郷駅（しかごうえき）は長野県中野市大字間長瀬字上ノ原にあった長野電鉄河東線（木島線）の駅。
駅名の『四ヶ郷』とは、当駅周辺の4つの集落（南間長瀬、北間長瀬、東笠原、西笠原）のことである。

## 歴史
- 1925年（大正14年）7月12日：開業[1][2]。
- 1996年（平成8年）7月1日：駅員無人化[2]。
- 2002年（平成14年）3月31日：廃線に伴い廃止[1][2]。

## 駅構造
廃止時点では単式ホーム1面1線を有する無人駅だった。開業以来の木造駅舎がそのまま使用されていた。

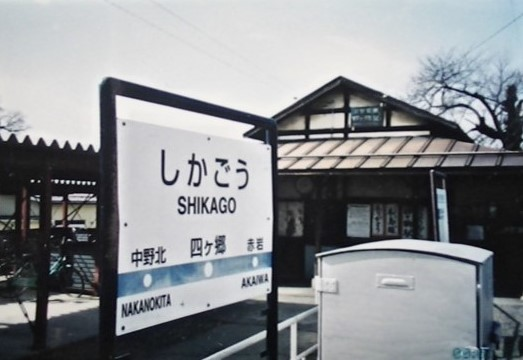
四ヶ郷駅の駅舎と駅名標（2002年3月）

## 廃線後
廃止後に駅舎などは撤去され長らく更地であったが、隣接する平岡保育園の改築工事により敷地に取り込まれた。付近に鉄道廃止代替バス路線は無く、同路線は駅から1 km以上離れた場所を通っている。なお、当駅の最寄りのバス停は別の路線の「東笠原」バス停である。

## 隣の駅
長野電鉄
■河東線（木島線）
中野北駅 - 四ヶ郷駅 - 赤岩駅